# Fiorenzo I d'Olanda
Fiorenzo I d'Olanda, in olandese Floris I van Holland (Vlaardingen, 1025/30 – Hamerth, 28 giugno 1061), fu il settimo (secondo gli Annales Egmundani, fu il sesto) conte d'Olanda dal 1049 alla sua morte.

## Origine
Era il figlio secondogenito del quinto conte d'Olanda, Teodorico III e della moglie, Otelinda di Sassonia ( † 1043/44), figlia del duca di Sassonia, che, come confermano anche le Europäische Stammtafeln, era la figlia di Bernardo I (973-1011), margravio della marca del Nord e conte di Haldensleben e di Ildegarda di Stade della dinastia Odoniana († 1011). 
Teodorico III d'Olanda, era il figlio primogenito del quarto Conte d'Olanda, Arnolfo e della moglie, Liutgarda di Lussemburgo ( 965/70 – dopo il 1005), figlia di Sigfrido, primo conte di Lussemburgo (infatti secondo la Thietmari Merseburgensis episcopi Chronicon Liutgarda è citata come sorella di Cunegonda (Liudgardae sororis reginae), che, come ci conferma, il monaco e cronista, Rodolfo il Glabro, aveva sposato il re di Germania e futuro Imperatore del Sacro Romano Impero, Enrico II, figlia di Sigfrido di Lussemburgo; il matrimonio tra Cunegonda ed Enrico II) e di Edvige (domina Hedewich comitissa, mater Chunigundis imperatricis), come ci conferma la Vitæ Heinrici et Cunegundis Imperatores Preface, che era Edvige di Nordgau, figlia di Eberardo IV, conte di Nordgau.

## Biografia
Nato a Vlaardingen, dove non molti anni prima, suo padre Teodorico III con l'aiuto dei Frisoni sconfisse l'esercito imperiale, intervenuto in aiuto del vescovo di Utrecht, che subì molte perdite e anche il vescovo Adalboldo II e il comandante delle truppe imperiali, Goffredo di Lorena si salvarono a stento, e, secondo la The Battle of Vlaardingen (1018), l'esercito imperiale sconfitto a Vlaardingen fuggì in preda al panico. La battaglia tra Goffredo di Lorena e Teodorico viene riportata sia dagli Annales Perchenses, sia dagli Annales S. Iacobi Leodiensis, che dagli Annales Leodiense.
Questa vittoria fu una tappa importante nello sviluppo e l'indipendenza della contea d'Olanda.
Suo padre, Teodorico III morì nel 1039, come confermano gli Annales Egmundani, come conferma anche il capitolo n° 43 della Chronologia Johannes de Beke, che riporta che Teodorico fu inumato nell'abbazia di Egmond.
Suo fratello, Teodorico, essendo il primogenito, succedette a Teodorico III come Teodorico IV, conte d'Olanda, mentre secondo il capitolo n° 39a della Chronologia Johannes de Beke, Fiorenzo, il secondogenito, assumeva il titolo di conte della Frisia orientale.
Suo fratello, Teodorico IV morì giovane, nel 1049, come confermano gli Annales Egmundani e come ci viene narrato nel capitolo n° 44b della Chronologia Johannes de Beke e, nel titolo di conte, gli succedette il fratello, Fiorenzo.
Fiorenzo continuò la politica prima del padre e poi del fratello, rinforzando la roccaforte di Vlaardingen, che suo padre aveva costruito e scontrandosi con il vescovo di Utrecht e a volte con il Rex Romanorum ed imperatore, Enrico III il Nero, poi con i reggenti per conto di Enrico IV, come testimonia a pagina 154 il documento n° 169 del Kaiserkunden Einrich IV, datato 28 dicembre 1063, che ricorda alcuni dei territori contesi al vescovo di Utrecht da Fiorenzo e prima di lui dal fratello Teodorico IV e prima ancora dal padre, Teodorico III.
Fiorenzo viene citato con la moglie, Gertrude di Sassonia, anche dal documento n° 88 del Oorkondenboek Holland, inerente ai suoi rapporti con la chiesa di Utrecht.
Fiorenzo morì nel 1061, come confermano gli Annales Egmundani: il conte Fiorenzo, mentre stava rientrando alla propria dimora, colto da stanchezza, decise di riposare all'ombra di alcuni alberi, in una località detta Hamerth (oggi Nederhemert) ma mentre stava dormendo fu assalito di sorpresa dai suoi nemici, non riuscì a salire sul cavallo per fuggire e fu ucciso, e anche molti di coloro che erano con lui furono uccisi; mentre il capitolo n° 46 della Chronologia Johannes de Beke, riporta che Fiorenzo aveva organizzato una spedizione contro i suoi nemici che avevano ucciso suo fratello e dopo aver riportato una vittoria, per la stanchezza aveva deciso di riposarsi, ma fu ucciso con molti dei suoi durante il riposo, il 28 giugno (XIIII Kalendas Iunii), del 1061, continuando che il corpo esanime di Fiorenzo fu portato a Egmond e fu inumato nell'abbazia di Egmond. Anche la Beka's Egmondsch Necrologium, in Oppermann, O. (1933) Fontes Egmundenses a pagina 107, riporta l'anno ed il giorno della morte di Fiorenzo (non consultata).
Dopo la morte di Fiorenzo, come conte d'Olanda, gli succedette il figlio, Teodorico, ancora minorenne, sotto tutela della madre, Gertrude, che dopo due anni, nel 1063, secondo gli Annales Egmundani, si sposò in seconde nozze con l'erede della contea di Fiandra, Roberto, che governò la contea, per conto del figliastro.

## Matrimonio e discendenza
Verso il 1050, secondo il capitolo n° 45 della Chronologia Johannes de Beke, Fiorenzo aveva sposato Gertrude di Sassonia (1028-1113), che, sia secondo la Genealogica Comitum Flandriæ Bertiniana, che secondo la Genealogia ex stirpe Sancti Arnulfi descendentium Mettensis era figlia di Bernardo II di Sassonia e di Eilika di Schweinfurt. Dalle nozze di Fiorenzo con Gertrude nacquero cinque (o sette) figli::
- Alberto[28] (1051 circa), canonico a Liegi, di cui non si hanno notizie da fonti primarie
- Teodorico[21] (1050/55-17 giugno 1091), conte d'Olanda[18]
- Pietro (1053circa), canonico a Liegi, come confermano le Europäische Stammtafeln[4], vol II, 2 (non consultate)[25]
- Berta[21] che andò in moglie a Filippo I di Francia[29]
- Fiorenzo[21] (1055circa - prima del 1061), canonico a Liegi, la Beka's Egmondsch Necrologium, in Oppermann, O. (1933) Fontes Egmundenses a pagina 107, riporta la morte di Fiorenzo, prima del padre, e sepolto nell'abbazia di Egmond, presto raggiunto dal padre (non consultata)[25]
- Mathilda[28], molto probabilmente con questo nome la Chronologia Johannes de Beke si riferiva a Berta
- Adela (1061circa), citata dalla Historia Comitum Ghisnensium[30].

## Ascendenza
|                          |                     |                         | Genitori                |  |  | Nonni |  |  | Bisnonni              |  |  | Trisnonni            |  |
|                          |                     |                         |                         |  |  |       |  |  | Teodorico II d'Olanda |  |  | Teodorico I d'Olanda |  |
|                          |                     |                         |                         |  |  |       |  |  | Teodorico II d'Olanda |  |  | Teodorico I d'Olanda |  |
|                          |                     | Geva                    |                         |  |  |       |  |  | Teodorico II d'Olanda |  |  |                      |  |
| Arnolfo d'Olanda         |                     |                         |                         |  |  |       |  |  | Teodorico II d'Olanda |  |  |                      |  |
|                          |                     | Hildegarda di Fiandra   | Arnolfo I di Fiandra    |  |  |       |  |  |                       |  |  |                      |  |
|                          |                     | Hildegarda di Fiandra   | Arnolfo I di Fiandra    |  |  |       |  |  |                       |  |  |                      |  |
|                          |                     | Hildegarda di Fiandra   | Adele di Vermandois     |  |  |       |  |  |                       |  |  |                      |  |
| Teodorico III d'Olanda   |                     | Hildegarda di Fiandra   |                         |  |  |       |  |  |                       |  |  |                      |  |
|                          |                     | Sigfrido di Lussemburgo | Vigerico di Lotaringia  |  |  |       |  |  |                       |  |  |                      |  |
|                          |                     | Sigfrido di Lussemburgo | Vigerico di Lotaringia  |  |  |       |  |  |                       |  |  |                      |  |
|                          |                     | Sigfrido di Lussemburgo | Cunegonda               |  |  |       |  |  |                       |  |  |                      |  |
| Liutgarda di Lussemburgo |                     | Sigfrido di Lussemburgo |                         |  |  |       |  |  |                       |  |  |                      |  |
|                          |                     | Edvige di Nordgau       | Eberardo IV di Nordgau  |  |  |       |  |  |                       |  |  |                      |  |
|                          |                     | Edvige di Nordgau       | Eberardo IV di Nordgau  |  |  |       |  |  |                       |  |  |                      |  |
|                          |                     | Edvige di Nordgau       | Luitgarda di Lotaringia |  |  |       |  |  |                       |  |  |                      |  |
| Fiorenzo I d'Olanda      |                     | Edvige di Nordgau       |                         |  |  |       |  |  |                       |  |  |                      |  |
|                          | Ermanno di Sassonia | Billung                 |                         |  |  |       |  |  |                       |  |  |                      |  |
|                          | Ermanno di Sassonia | Billung                 |                         |  |  |       |  |  |                       |  |  |                      |  |
|                          | Ermanno di Sassonia | Ermengarda di Nantes    |                         |  |  |       |  |  |                       |  |  |                      |  |
| Bernardo I di Sassonia   | Ermanno di Sassonia |                         |                         |  |  |       |  |  |                       |  |  |                      |  |
|                          |                     | Oda Billunger           | …                       |  |  |       |  |  |                       |  |  |                      |  |
|                          |                     | Oda Billunger           | …                       |  |  |       |  |  |                       |  |  |                      |  |
|                          |                     | Oda Billunger           | …                       |  |  |       |  |  |                       |  |  |                      |  |
| Otelinda di Sassonia     |                     | Oda Billunger           |                         |  |  |       |  |  |                       |  |  |                      |  |
|                          |                     | Enrico I di Stade       | Lotario II di Stade     |  |  |       |  |  |                       |  |  |                      |  |
|                          |                     | Enrico I di Stade       | Lotario II di Stade     |  |  |       |  |  |                       |  |  |                      |  |
|                          |                     | Enrico I di Stade       | Swanhild di Sassonia    |  |  |       |  |  |                       |  |  |                      |  |
| Ildegarda di Stade       |                     | Enrico I di Stade       |                         |  |  |       |  |  |                       |  |  |                      |  |
|                          |                     | Ildegarda di Reinhausen | Elli I di Rheinhausen   |  |  |       |  |  |                       |  |  |                      |  |
|                          |                     | Ildegarda di Reinhausen | Elli I di Rheinhausen   |  |  |       |  |  |                       |  |  |                      |  |
|                          |                     | Ildegarda di Reinhausen | …                       |  |  |       |  |  |                       |  |  |                      |  |
|                          |                     | Ildegarda di Reinhausen |                         |  |  |       |  |  |                       |  |  |                      |  |